# Skjutsning
Den här sidan handlar om lapporörelsens kidnappningar. För skjutsning i form av plikt att bidra till allmänna transporter, se skjutsväsen.
Skjutsning, finska kyydittää eller muiluttaa, kallades en serie kidnappningar av politiska fiender som gjordes av den finska högerextrema lapporörelsens på 1930-talet. Inledningsvis kidnappades kommunister eller misstänkta kommunistsympatisörer, men senare även socialdemokrater och borgerliga politiker som motarbetade lapporörelsen.
De kallades skjutsningar eftersom lapporörelsen tvångsskjutsade personerna från hemmet ut i skogen där de misshandlades, till Laupo där det hölls domstolar eller så skjutsades de in i Sovjetunionen, "där de hörde hemma", men normalt internerades. Den finska benämningen muiluttaa är efter två bröder, Jussi och Jaakko Muilu, som var aktiva kidnappare och blev särskilt omtalade.
Enligt Uppslagsverket Finland skjutsades 225 personer varav 44 personer fördes över gränsen till Sovjetunionen. I andra källor görs gällande även högre antal, exempelvis Svenska Yle anger 254. De inleddes i början av maj 1930 och de flesta genomfördes under sommarmånaderna det året. Kidnappningarna inspirerades bland annat Ku Klux Klans metoder och syftade till att skrämma till tystnad och underkastelse. Det sista skjutsningsförsöket, vilket misslyckades, skedde 1932.

## Skjutsning
En skjutsning skedde framför allt nattetid och innebar att den kidnappade kördes till en annan ort, ut i skogen eller något liknande, där denne lämnades efter misshandel för att ta sig hem på egen hand. Snabbt eskalerades kidnappningarna både till antal, avståndet till plats för frisläppning och våldsamhet med grov misshandel, placering i myrstack och direkt tortyr. I tre bekräftade fall dödades den kidnappade. Flertalet av dem som transporterades över gränsen till Sovjetunionen föll sedermera offer för Stalins utrensningar i Östkarelen.
Första kända skjutsningen utfördes i maj av lappomän när domaren och riksdagsledamoten Asser Salo kidnappades, då han försvarade vänstertidningen Työn Äänis medarbetare vid en rättegång. Tidningens tryckeri hade tidigare under våren utsatts för sabotage.
Bland dem som "skjutsades" till östgränsen fanns fem riksdagsmän liksom ordföranden för Landsorganisationen/Finlands Fackföreningars Centralförbund (FFC). Flera av kidnappningarna var spektakulära, som när två vänstersocialistiska riksdagsmän, Eino Pekkala och Jalmari Rötkö, bortfördes från utrikesutskottets sammanträde i Ständerhuset och skjutsades i väg till Österbotten i juli 1930, liksom då riksdagens förste vice talman, socialdemokraten Väinö Hakkila, enleverades på sitt sommarställe i Teisko norr om Tammerfors och fördes via Lappo till Kuortane.
Den mest prominente person som skjutsades var Finlands förste president Stålberg och hans fru, som enleverades i Helsingfors i mitten av oktober. Målet anges ha varit att föra dem över gränsen till Sovjetunionen, men de som skulle ta över kidnappningen i Joensuu kom aldrig och presidentparet kunde återvända hem. Detta kom att bli kulmen på skjutsningarna, men det sista kända försöket var ett misslyckat försök, att med vapenmakt bortföra försvarsminister Lahdensuo från hemmet i Lappo 17 juli 1932.

## Rättsliga påföljder
Högerextremismen var utbredd i Finland vid den aktuella tiden och det var först efter upplösningen av enleveringen av Stålberg, som åtgärder började vidtas. Lappoledningen lämnade några dagar efter den delvis misslyckade kidnappningen in en "bekännelseskrift" till inrikesministern. Den upptog 404 namn på personer som hade deltagit i skjutsningar sedan sommaren. Straffen blev i allmänhet milda eller uteblev helt, eftersom flertalet skjutsningar betraktades som målsägandebrott. Generalstabschefen, general Wallenius blev dock entledigad från sin post på grund av sin inblandning i bortrövandet av president Ståhlberg, men frikändes i den efterföljande rättegången.

## Bokkälla
Aapo Roselius, Oula Silvennoinen, Marko Tikka (2018). Svart gryning: fascismen i Finland, 1918-44. Stockholm: Lind & Co. ISBN 9789177790808